# Élections législatives de 1986 dans les Landes
Les élections législatives françaises de 1986 ont lieu le 16 mars 1986. Dans le département des Landes, trois députés sont à élire dans le cadre d'un scrutin proportionnel par liste départementale à un seul tour.

## Élus
| Député élu           |  | Parti |
| -------------------- |  | ----- |
| Henri Emmanuelli     |  | PS    |
| Jean-Pierre Pénicaut |  | PS    |
| Louis Lauga          |  | RPR   |

## Résultats

### Résultats à l'échelle du département
| Liste Parti politique | Liste Parti politique                                                                                       | Tête de liste    | Tour unique | Tour unique | Sièges |
| Liste Parti politique | Liste Parti politique                                                                                       | Tête de liste    | Voix        | %           | Sièges |
| --------------------- | --- | ---------------- | ----------- | ----------- | ------ |
|                       | Pour une majorité de progrès avec le président de la République Parti socialiste                            | Henri Emmanuelli | 78 106      | 42,85       | 2      |
|                       | Liste d'union pour les Landes Rassemblement pour la République (UDF)                                        | Louis Lauga      | 71 885      | 39,44       | 1      |
|                       | Liste présentée par le Parti communiste français Parti communiste français                                  | Michel Larrat    | 14 652      | 8,04        | 0      |
|                       | Rassemblement national Front national                                                                       | Éric Barrouillet | 9 274       | 5,09        | 0      |
|                       | Aquitaine aujourd'hui Divers gauche (diss. MRG)                                                             | Alain Dutoya     | 7 386       | 4,05        | 0      |
|                       | Liste du Mouvement pour un parti des travailleurs Extrême gauche (Mouvement pour un parti des travailleurs) | M. Boutareaud    | 972         | 0,53        | 0      |
|                       | |                  |             |             |        |
| Inscrits              | Inscrits | Inscrits         | 231 693     | 100,00      | 3      |
| Abstentions           | Abstentions                                                                                                 | Abstentions      | 39 185      | 16,91       |        |
| Votants               | Votants | Votants          | 192 508     | 83,09       |        |
| Blancs et nuls        | Blancs et nuls                                                                                              | Blancs et nuls   | 10 233      | 5,31        |        |
| Exprimés              | Exprimés | Exprimés         | 182 275     | 94,68       |        |

### Listes complètes en présence
| Liste Étiquette politique (partis et alliances) | Liste Étiquette politique (partis et alliances)                                  | Candidats (et remplaçants éventuels)                                                                                        |
| ----------------------------------------------- | -------------------------------------------------------------------------------- | --- |
|                                                 | Pour une majorité de progrès avec le président de la République Parti socialiste | 1. Henri Emmanuelli 2. Jean-Pierre Pénicaut 3. Alain Vidalies ————————————4. Régine Lassalle 5. Jacques Dutin               |
|                                                 | Liste d'union pour les Landes Union de la droite (RPR - UDF)                     | 1. Louis Lauga 2. Alain Bloch 3. Guy Duvignac ————————————4. Jean-Jacques Laborde 5. Jean-Marc Fabier                       |
|                                                 | Liste présentée par le Parti communiste français Parti communiste français       | 1. Michel Larrat 2. Pierrette Fontenas 3. André Lafitte ————————————4. Jean Bourlon 5. Denis Thoor                          |
|                                                 | Rassemblement national Front national                                            | 1. Éric Barrouillet 2. Bernard Cabiro 3. Jacques de Goislard de Monsabert ————————————4. Henri Salefran 5. Raymond Grégoire |
|                                                 | Aquitaine aujourd'hui Divers gauche (Mouvement des radicaux de gauche dissident) | 1. Alain Dutoya 2. Claude Roujean 3. Christian Heuty ————————————4. Bernard Coutanceau 5. Michel Rougeot                    |